# Ommatoplea rosea
Ommatoplea rosea is een snoerworm waarvan de taxonomische positie onduidelijk is. De naam werd in 1774 als Fasciola rosea gepubliceerd door Otto Friedrich Müller.
De naam Ommatoplea werd in 1831 gepubliceerd door Christian Gottfried Ehrenberg, met als enige soort Ommatoplea taeniata. In 1850 plaatste Karl Moritz Diesing Müllers Fasciola rosea in het geslacht Ommatoplea, waarbij hij voor de geslachtsnaam verwees naar Ehrenberg, maar hij spelde die naam onterecht met een enkele 'm'.